# Disperis
Disperis Sw., 1800 è un genere di piante angiosperme monocotiledoni appartenenti alla famiglia delle Orchidacee, diffuso nelle aree tropicali e subtropicali di Africa e Asia.

## Descrizione

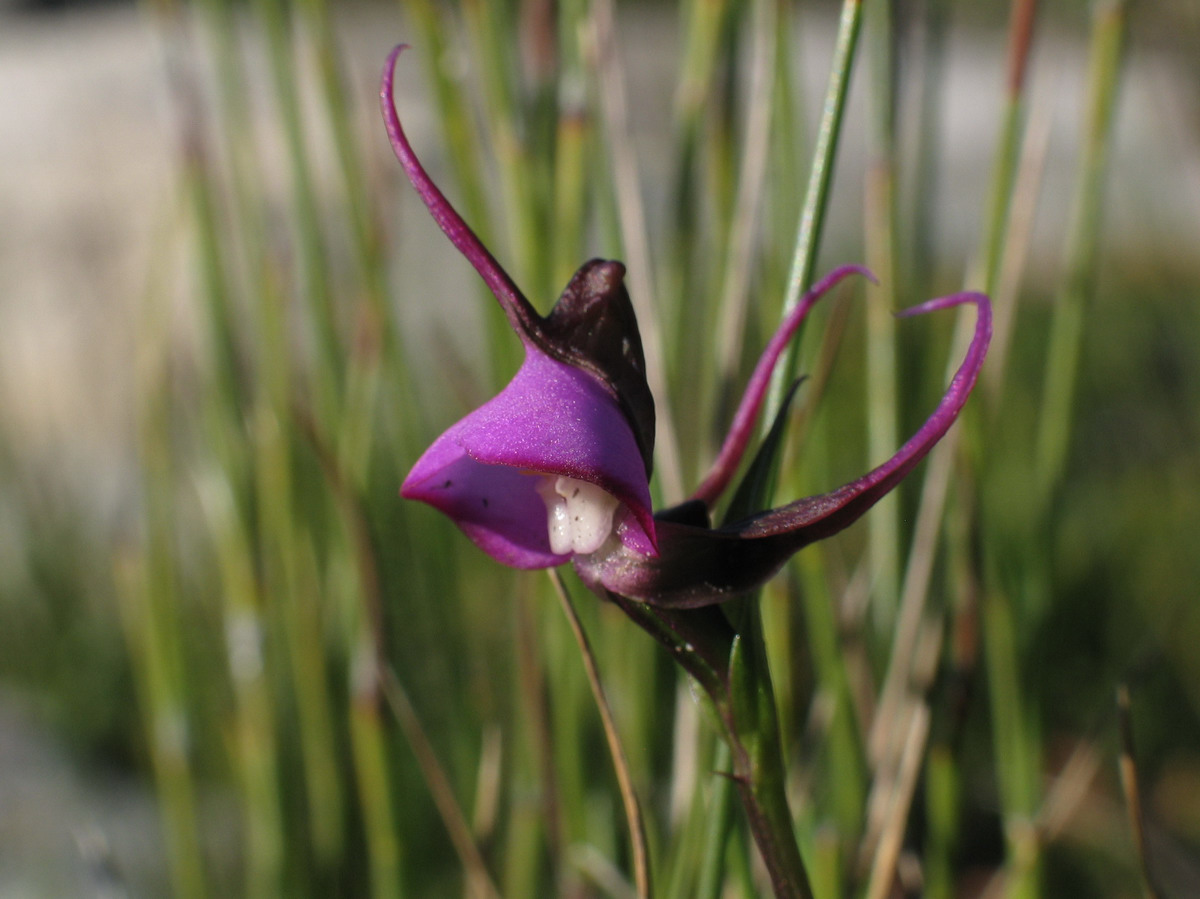
Primo piano del fiore

Comprende specie erbacee, in larga parte terrestri, con alcune specie epifite (p.es. D. kilimanjarica).
Tutte le specie del genere sono accomunate da un fiore molto caratteristico, caratterizzato da sepali laterali dotati di sperone, mentre il sepalo mediano si fonde con i petali per formare un cappuccio che ricopre il gimnostemio; il labello è riflesso, dotato di appendici più o meno complesse.

## Biologia
La maggior parte delle specie sudafricane sono impollinate da insetti apoidei del genere Rediviva (Melittidae), specializzate nella raccolta degli oli florali secreti dalle appendici del labello, che utilizzano come nutrimento per le larve, con la significativa eccezione di D. capensis, che è priva della capacità di secernere tali olii e che rientra pertanto tra le "orchidee ingannevoli".

## Distribuzione e habitat

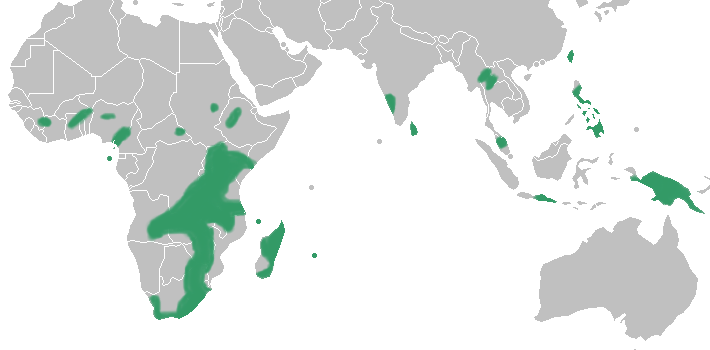
Areale del genere Disperis

L'areale del genere si estende nelle aree tropicali e subtropicali di Africa e Asia.

La maggior parte delle specie è diffusa nell'Africa subsahariana, con una particolare concentrazione in Sudafrica (26 spp.) e in Madagascar (21 spp.) che rappresentano degli hotspot di biodiversità, mentre il resto delle specie si distribuisce nelle isole Mascarene, in Sri Lanka, in India, in Thailandia, in Cina, a Taiwan, nelle isole Ryukyu, nelle Filippine, nell'isola di Giava, nelle Piccole Isole della Sonda, in Nuova Guinea e nelle isole Caroline.

## Tassonomia
Comprende le seguenti specie:
- Disperis ankarensis H.Perrier, 1939
- Disperis anthoceros Rchb.f., 1881
- Disperis aphylla Kraenzl. ex De Wild. & T.Durand, 1899
- Disperis bathiei Bosser & la Croix, 2002
- Disperis bifida P.J.Cribb, 1985
- Disperis bodkinii Bolus, 1896
- Disperis bolusiana Schltr., 1897
- Disperis bosseri la Croix & P.J.Cribb, 2002
- Disperis breviloba Verdc., 1977
- Disperis capensis (L.) Sw., 1800
- Disperis cardiophora Harv., 1863
- Disperis ciliata Bosser, 2002
- Disperis circumflexa (L.) T.Durand & Schinz, 1894
- Disperis concinna Schltr., 1895
- Disperis cooperi Harv., 1863
- Disperis cordata Sw., 1800
- Disperis crassicaulis Rchb.f., 1850
- Disperis cucullata Sw., 1800
- Disperis decipiens Verdc., 1975 [1976]
- Disperis dicerochila Summerh., 1935
- Disperis discifera H.Perrier, 1936
- Disperis disiformis Schltr., 1893
- Disperis egregia Summerh., 1951 [1952]
- Disperis elaphoceras Verdc., 1986
- Disperis erucifera H.Perrier, 1936
- Disperis falcatipetala P.J.Cribb & la Croix, 2002
- Disperis fanniniae Harv., 1863
- Disperis fayi Szlach. & Kowalk.
- Disperis galerita Rchb.f., 1881
- Disperis hildebrandtii Rchb.f., 1878
- Disperis humblotii Rchb.f., 1885
- Disperis johnstonii Rchb.f. ex Rolfe , 1898
- Disperis kamerunensis Schltr., 1897
- Disperis katangensis Summerh., 1931
- Disperis kerstenii Rchb.f., 1881
- Disperis kilimanjarica Rendle, 1895
- Disperis lanceana H.Perrier, 1936
- Disperis lanceolata Bosser & la Croix, 2002
- Disperis latigaleata H.Perrier, 1939
- Disperis leuconeura Schltr., 1915
- Disperis lindleyana Rchb.f., 1865
- Disperis macowanii Bolus, 1885
- Disperis majungensis Schltr., 1924
- Disperis masoalensis P.J.Cribb & la Croix, 2002
- Disperis meirax Rchb.f., 1881
- Disperis micrantha Lindl., 1839
- Disperis mildbraedii Schltr. ex Summerh., 1933
- Disperis monophylla Blatt. ex C.E.C.Fisch.
- Disperis mozambicensis Schltr., 1897
- Disperis nantauensis S.Y. Hu
- Disperis natascha-oppeltiae Eb.Fisch., Killmann, Delep. & J.-P.Lebel
- Disperis neilgherrensis Wight, 1851
- Disperis nemorosa Rendle, 1895
- Disperis nitida Summerh., 1956
- Disperis oppositifolia Sm. in A.Rees, 1808
- Disperis oxyglossa Bolus, 1885
- Disperis paludosa Harv. ex Lindl., 1842
- Disperis parvifolia Schltr., 1915
- Disperis perrieri Schltr., 1913
- Disperis purpurata Rchb.f.,1876
- Disperis pusilla Verdc., 1968
- Disperis raiilabris Summerh., 1939
- Disperis reichenbachiana Welw. ex Rchb.f., 1865
- Disperis reklieberae Eb.Fisch., Killmann, Delep. & J.-P.Lebel
- Disperis renibractea Schltr., 1924
- Disperis saxicola Schltr., 1924
- Disperis similis Schltr., 1924
- Disperis stefan-jetteri Eb.Fisch., Killmann, Delep. & Lebel
- Disperis stenoplectron Rchb.f., 1881
- Disperis szolc-rogozinskiana Szlach. & Kowalk.
- Disperis thomensis Summerh., 1937
- Disperis thorncroftii Schltr., 1895
- Disperis togoensis Schltr., 1905
- Disperis trilineata Schltr., 1924
- Disperis tripetaloides (Thouars) Lindl., 1839
- Disperis tysonii Bolus, 1885
- Disperis uzungwae Verdc., 1986
- Disperis villosa (L.f.) Sw., 1800
- Disperis virginalis Schltr., 1897
- Disperis wealei Rchb.f., 1881
- Disperis woodii Bolus, 1885